# IC 346
IC 346 је ознака објекта на координатама са ректансцензијом 3h 41m 24,9s и деклинацијом - 18° 22" 16'. Открио га је Франк Милер, 22. октобра 1887. Каснијим посматрањима на том положају није уочен никакав астрономски објекат.